# Rhenea arcuata
Rhenea arcuata är en fjärilsart som beskrevs av Sergius G. Kiriakoff 1968. Rhenea arcuata ingår i släktet Rhenea och familjen tandspinnare. Inga underarter finns listade.